# Nova Bukovica
Nova Bukovica je općina u Hrvatskoj. Nalazi se u Virovitičko-podravskoj županiji.

## Zemljopis
Općina Nova Bukovica nalazi se u središnjem jugoistočnom dijelu Virovitičko-podravske županije na prostoru Slavonskog gorja. Sa sjevera graniči s općinom Čađavica, istočno s općinama Crnac i Čačinci, južno s općinom Mikleuš, a zapadno s gradom Slatina. Nova Bukovica nalazi se na državnoj cesti D2, jugoistočno oko 7 km od Slatine i 39 km od Virovitice. Oko 20 km sjeverno je Drava, koja je ujedno i granična rijeka prema Mađarskoj. Za 39 km su Našice, najbliži grad u susjednoj Osječko-baranjskoj županiji.

## Stanovništvo
| broj stanovnika | 1625  | 1976  | 1954  | 2797  | 2737  | 3112  | 3546  | 4447  | 4601  | 4788  | 4314  | 3517  | 2799  | 2522  | 2096  | 1771  | 1275  |
|                 | 1857. | 1869. | 1880. | 1890. | 1900. | 1910. | 1921. | 1931. | 1948. | 1953. | 1961. | 1971. | 1981. | 1991. | 2001. | 2011. | 2021. |

| broj stanovnika | 495   | 792   | 762   | 1067  | 1225  | 1373  | 1453  | 1520  | 1535  | 1529  | 1423  | 1354  | 1112  | 1070  | 872   | 802   | 638   |
|                 | 1857. | 1869. | 1880. | 1890. | 1900. | 1910. | 1921. | 1931. | 1948. | 1953. | 1961. | 1971. | 1981. | 1991. | 2001. | 2011. | 2021. |

## Religija
Župa Nova Bukovica osnovana je 1812. godine. Župna crkva je posvećena Blaženoj Djevici Mariji. Crkvi je izgradnja započela 1904. godine. Posvetu crkve obavio je 30. rujna 1907. godine posvećeni biskup Zagrebačke nadbiskupije presvj. g. dr. Ivan Krapec. Crkva je izgrađena za vrijeme župnika Andrije Ciprijanovića. Crkva je jednobrodna građevina, izgrađena u gotskom slogu od crvene cigle. Veliki doprinos za župu pridonio je Župnik Alojzije Stanek koji je u župi dijelovao od 1958. do 1999. godine. On je Izgradio filijalne kapele u Mikluešu, Četekovcu, Kozicama i Boriku. Osim kapela izgradio je prvu vjeronaučnu dvoranu u Hrvatskoj nakon drugog svjetskog rata u 1960.-ih. U Župi su isto od 1960.ih pa do 2007. godine djelovale časne sestre svetog križa iz Đakova. Od 2015. godine traje obnova župne crkve u Novoj Bukovici. Radove na obnovi župne crkve inicirao je župnik Mario Matijević.

## Gospodarstvo
U općini ima mnogo OPG-ova.

## Udruge i društva
- Dobrovoljno vatrogasno društvo Nova Bukovica - Brezik.[7]

DVD Nova Bukovica osnovano je sa svrhom spašavanja društvene i privatne imovine od požara i drugih elementarnih nepogoda. No već od prvih godina svog postojanja imalo je i širu društvenu funkciju.

## Poznate osobe
- Stjepan Tomaš prof. - rođen 21. siječnja 1947. godine u Novoj Bukovici. Osnovnu školu je pohađao u Đurđenovcu, gimnaziju u Našicama, a u Zagrebu je diplomirao (hrvatski jezik i književnost) na Filozofskom fakultetu.

- Tomislav Žagar dipl. ing. stroj. - Saborski zastupnik u Hrvatskom saboru od 22.12.2011. - danas. Rođen je 10. prosinca 1969. u Novoj Bukovici. Završio Fakultet strojarstva i brodogradnje u Zagrebu (VSS - diplomirani inženjer strojarstva).
- Marija Žagar, rođena 25.1.1997. Nogometašica i članica futsal reprezentacije Rebulike Hrvatske.

## Obrazovanje
- OŠ Vladimira Nazora Nova Bukovica[8] nastala je spajanjem konfesionalnih škola iz Nove i Donje Bukovice u opću Pučku školu. Škola je službeno započela s radom 10. siječnja 1868. godine.  Od 1880. godine škola je četverorazredna. U skladu s tadašnjim preporukama na školi je 1886. osnovan školski vrt. Prilikom izlaganja na gospodarskom sajmu 1889. škola je za svoj rad dobila odlikovanje. 1891. iza školske zgrade sagrađeno je gombalište, školsko igralište s motkom za penjanje, prečama i ručama. Školska učiteljica 1925. godine osniva školu rada u kojoj djeca uče crtati, plesti, šiti, a svoje proizvode prodaju posjetiteljima završne školske priredbe. Kroz drugi svjetski rat škola radi u teškim uvjetima. Nakon rata, škola i učitelji aktivno rade na opismenjavanju stanovništva. Na stotu godišnjicu, 1968. godine, škola dobiva naziv - Vladimir Nazor. Školske godine 1970./71. izbija veliki požar te dio škole postaje neupotrebljiv. Zgrada se adaptira tek 1984. godine. Od 1983. škola stanovnika postaje dijelom OŠ Mikleuš. U vrijeme Domovinskog rata 1991. većina djece zbog opasnosti od napada sklonila se na sigurno. Sva školska dokumentacija je sklonjena. Redovna nastava počela je u siječnju 1992. godine. OŠ Vladimira Nazora 1994. godine, opet postaje samostalna škola, a 1996. tadašnja ministrica Ljilja Vokić otvara područnu školu u Miljevcima. U 2009. godini položen je kamen temeljac te tako počinje dogradnja novog dijela škole kojom će se sagraditi nove prostorije za informatiku, knjižnicu, čitaonicu, kuhinju i blagovaonicu. Te dvije nove učionice i sanitarni čvor. Otvaranje novog dijela matične školske zgrade bilo je 2. svibnja 2013. Danas je OŠ Vladimira Nazora prava e-škola. U 2018. godini škola je dobitnica druge nagrade za najljepši školski vrt u ekološko-obrazovnom projektu Hrvatske radiotelevizije i Ministarstva znanosti i obrazovanja.
- Ravnateljica: Lareta Žubrinić[9]

## Kultura
- Kulturno umjetničko društvo "LIPA" Nova Bukovica[10]

Osnovano je 11. listopada 2013. godine. Društvo se bavi kulturno-umjetničkom djelatnošću u smislu izučavanja izvornog i reproduktivnog folklora, literarnog izričaja, vokalne i instrumentalne glazbe, izrade narodnih nošnji za svoje članove, te poticanje mladih na aktivni angažman na svim područjima javnog i društvenog života.
- Matica Slovačka Miljevci - Matica Slovenska V Milevci[11]

Osnovana je 29. prosinca 2004. godine. Udruga se bavi njegovanje nacionalne kulture, tradicije, nacionalnih običaja kroz ples, pjesmu, izložbe. Promovira, razvija i unapređuje nacionalni i kulturni identitet slovačke nacionalne manjine na područjima umjetničkog, znanstvenog, duhovnog i gospodarstvenog stvaralaštva.

## Sport
- NK Zrinski Nova Bukovica
- MNK Apokalipsa Nova Bukovica
- KMNK UBDM Nova Bukovica
- NK "Mladost" Miljevci

## Vanjske poveznice
- Službena stranica općine
- Službena stranica škole| - v - r - u Naselja u sastavu Općine Nova Bukovica                                                               | - v - r - u Naselja u sastavu Općine Nova Bukovica | - v - r - u Naselja u sastavu Općine Nova Bukovica |
| --- | -------------------------------------------------- | -------------------------------------------------- |
| Bjelkovac • Brezik • Bukovački Antunovac • Dobrović • Donja Bukovica • Gornje Viljevo • Miljevci • Nova Bukovica |                                                    |                                                    |